# Karamba (Gouré)
Karamba (auch: Karama) ist ein Dorf in der Stadtgemeinde Gouré in Niger.

## Geographie
Das von einem traditionellen Ortsvorsteher (chef traditionnel) geleitete Dorf liegt auf einer Höhe von 356 m. Es befindet sich rund 48 Kilometer östlich des Stadtzentrums von Gouré, dem Hauptort des gleichnamigen Departements Gouré in der Region Zinder. Zu den Siedlungen in der näheren Umgebung von Karamba zählen Sananawa im Nordwesten, Kringuim im Nordosten, Djougoumaram im Südosten, Yari im Süden sowie Soubdou und Nguel Kouri im Südwesten.
Es herrscht das Klima der Sahelzone vor, mit einer durchschnittlichen jährlichen Niederschlagsmenge zwischen 300 und 400 mm.

## Bevölkerung
Bei der Volkszählung 2012 hatte Karamba 747 Einwohner, die in 134 Haushalten lebten. Bei der Volkszählung 2001 betrug die Einwohnerzahl 511 in 102 Haushalten und bei der Volkszählung 1988 belief sich die Einwohnerzahl auf 787 in 127 Haushalten.
Die Bevölkerungsdichte in diesem Gebiet ist mit 10 bis 20 Einwohnern je Quadratkilometer relativ gering.

## Wirtschaft und Infrastruktur
Karamba liegt in einem Gebiet des Übergangs zwischen der Naturweidewirtschaft des Nordens und des Ackerbaus des Südens, was zu Landnutzungskonflikten führt. Im Dorf wird ein Wochenmarkt abgehalten. Der Markttag ist Sonntag. Eine Getreidebank wurde in den 1980er Jahren etabliert. Es gibt eine Schule. Das nigrische Unterrichtsministerium richtete 1996 gemeinsam mit dem Welternährungsprogramm der Vereinten Nationen zahlreiche Schulkantinen in von Ernährungsunsicherheit betroffenen Zonen ein, darunter eine für Kinder transhumanter Hirten in Karamba.